# Costa Concordia
Costa Concordia byla luxusní výletní loď třídy Concordia, kterou vlastnila a provozovala společnost Costa Cruises. Loď byla postavena jako první jednotka své třídy, přičemž její sesterské lodě jsou Costa Serena, Costa Pacifica, Costa Favolosa, Costa Fascinosa a Carnival Splendor (tato loď byla postavena pro Carnival Cruise Lines). V době svého dokončení byla Costa Concordia největší italskou lodí svého druhu.
Dne 13. ledna 2012 loď ztroskotala na mělčině poblíž toskánského pobřeží. Přes 4000 lidí, nacházejících se v té době na palubě, muselo být evakuováno. Při ztroskotání lodi zemřelo 32 osob. V následujících více než dvou letech byl vrak napřímen, vyzvednut a odtažen do Janova k sešrotování.

## Stavba a popis
Costa Concordia byla postavena janovskou společností Fincantieri v její loděnici Sestri Ponente. Na vodu byla spuštěna v roce 2005 a společnosti Costa Cruises byla předána v roce 2006.
Loď měla celkem 17 palub. Pojala až 3700 cestujících, o které se staralo 1100 členů posádky. Na palubě se nacházelo 1500 pasažérských kajut, z toho 563 pokojů a apartmány měly vlastní balkón. Pro pohodlí a zábavu cestujících fungovalo pět restaurací, 13 barů, čtyři bazény, lázně, řada sportovišť, kino, divadlo, kasino či diskotéka.

## Ztroskotání

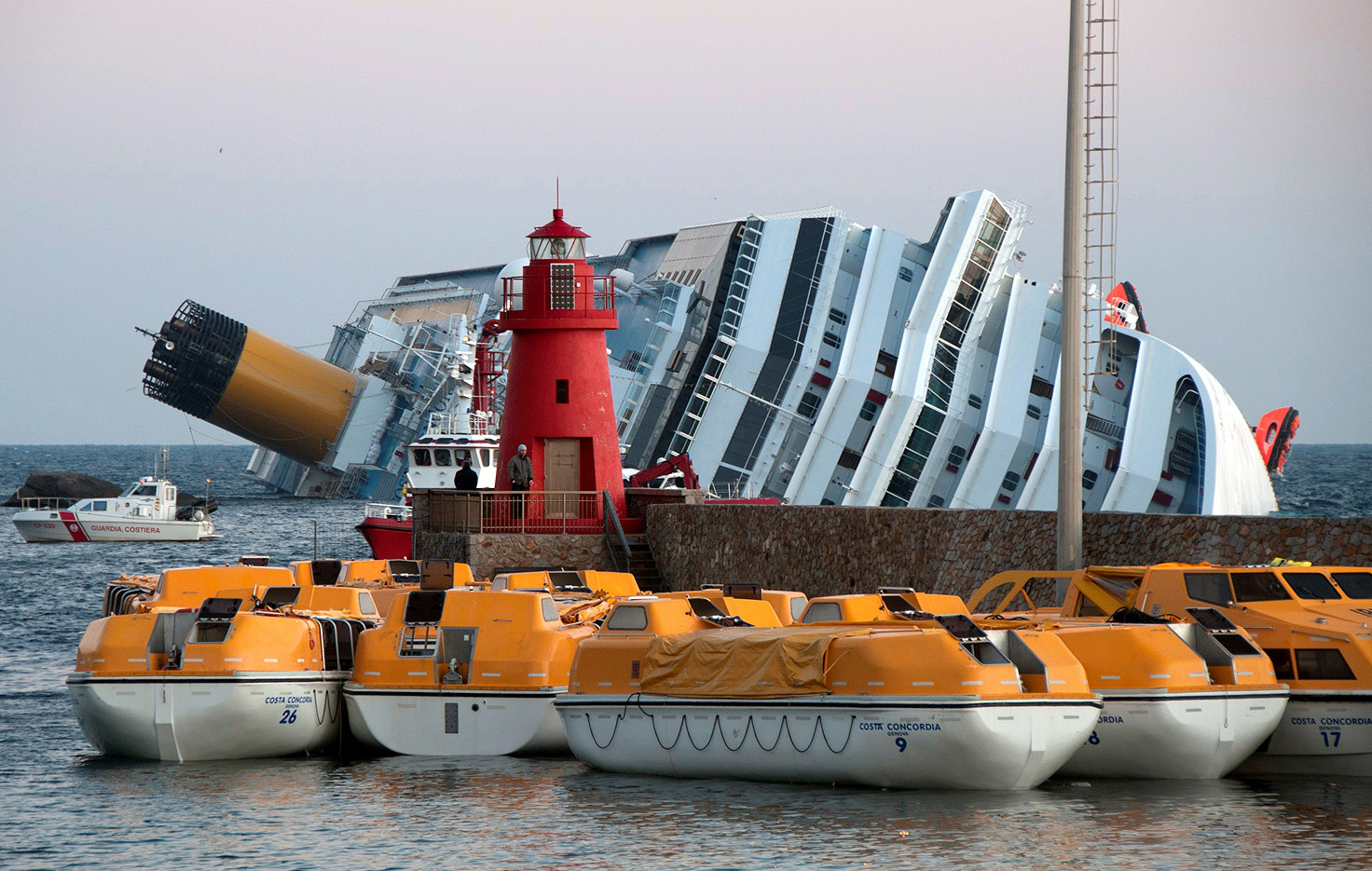
Costa Concordia u ostrova Isola del Giglio

Během okružní plavby po západním Středomoří loď najela na ostrý útes poblíž ostrova Giglio u západního pobřeží Itálie, čímž došlo k poškození jejího trupu (část útesu se dokonce odtrhla a zůstala v boku lodi zaklíněna). Posádka musela být evakuována. Do plavidla se otvorem dostala voda, která vnikla i do strojovny a zatopila ji. Tím pádem vypadl proud na celé lodi a nebylo možné ji ovládat. Loď pak byla unášena proudem na širé moře. V jednu chvíli se ale bokem natočila proti silnému větru, který loď zahnal zpět na pobřeží. Loď se zachytila na svažující se mělčině, kde spočinula na boku. Část trupu a nástaveb přitom vyčnívala nad hladinu.

## Další osud

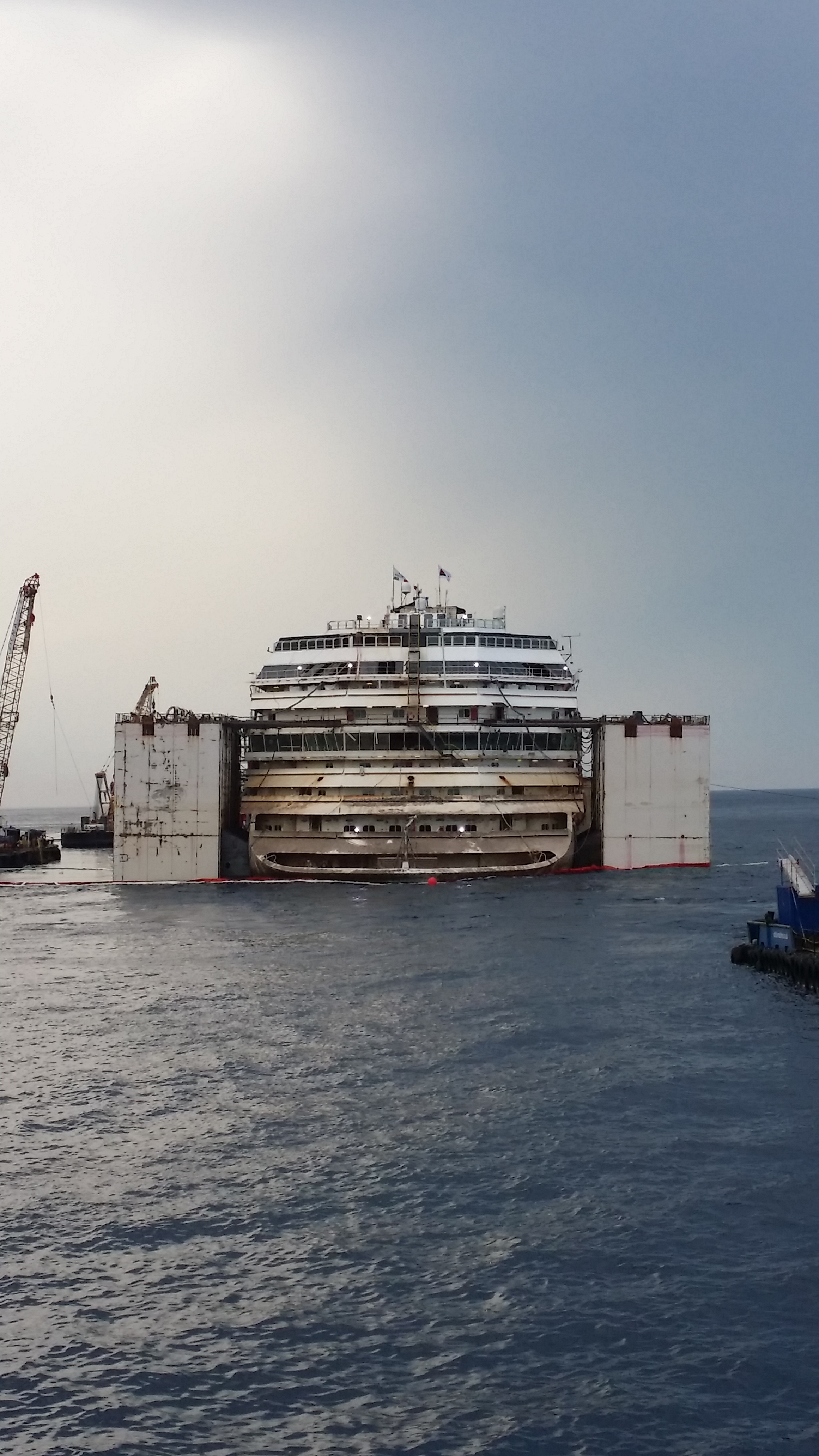
Vyzvednutí vraku na hladinu

V březnu 2012 se podařilo bezpečně odčerpat provozní kapaliny. Dne 16. září 2013 zahájila firma Titan Salvage vyzvednutí vraku. Plavidlo bylo do časného rána 17. září (cca během 19 hodin) uvolněno, uvedeno do vzpřímené polohy a zajištěno. Následovala kontrola technického stavu plavidla a jeho vyzvednutí na hladinu.
Koncem července 2014 byla loď odtažena do Janova k sešrotování, které trvalo dva roky. V listopadu 2014 bylo ve vraku nalezeno tělo, které pravděpodobně patřilo poslednímu pohřešovanému.